# Ангеликус
Ангеликус је први румунски ЛГБТ часопис. Објављен од стране ЛГБТ организације „Буди анђео” (енгл. Be An Angel) у Клуж-Напокасу. Часопис је први ЛГБТ часопис који је објаљен у Румунији. Првенствено су публикације биле искључиво на интернету и биле су бесплатне, да би већ 2005. године био замењен називом „Свич” а потом штампан у виду недељника.